# Baryshnyala occulta
Baryshnyala occulta (лат.) — вид ископаемых насекомых, единственный в семействе Baryshnyalidae из инфракласса новокрылые (Neoptera). Обнаружен в отложениях каменноугольного периода (Hagen-Vorhalle, поздний карбон, намюрский ярус, 318,1—314,6 млн лет назад) в Германии (Северный Рейн-Вестфалия).

## Описание
Длина округлых крыльев менее 10 мм (размер 9,60×4,20 мм). Костальный край в средней части крыла прямой. Перемычка между жилками MP- и CuA+ (аркулюс) развита в проксимальной части крыла. Кубито-медиальное поле хорошо развито. Жилка CuA+ слегка редуцирована. Жилка CuP- с тремя терминальными ветвями, а MP- с 5 ветвями. Хорошо развитая жилка RP- с 9 терминальными ветвями. Первая жилка AA+ прямая. Жилка ScP- прямая и достигает костального края.

## Этимология и систематика
Родовое название Baryshnyala происходит от русского слова «барышня» (молодая незамужняя женщина) и латинского «ala» (крыло). Видовой эпитет (occulta, скрытый или тайный) связан с долгим (около 20 лет) хранением голотипа в коллекции без идентификации его как нового вида. Baryshnyala occulta обнаружен в виде отпечатка крыла вместе с другим базальными представителями новокрылых насекомых, такими как Kemperala hagenensis Brauckmann, 1984, Holasicia rasnitsyni Brauckmann, 1984, Kochopteron hofmannorum Brauckmann, 1984, Heterologopsis ruhrensis Brauckmann & Koch, 1982. Таксон был впервые описан в 2011 году немецкими палеоэнтомологами Ж.-М. Илгером (Jan-Michael Ilger) и К. Браукманном (Carsten Brauckmann; Institute of Geology and Paleontology, Клаустальский технический университет, Клаусталь-Целлерфельд, Германия), которые не смогли отнести его ни к одному из примерно 25 современных или вымерших отрядов крылатых насекомых и поэтому напрямую включили в инфракласс Neoptera.